# Leda Rafanelli
Leda Rafanelli (Pistoia, 4 luglio 1880 – Genova, 13 settembre 1971) è stata una politica, anarchica e scrittrice italiana, esponente dei futuristi di sinistra.

## Biografia

### Origini della famiglia e prima adolescenza
Nata a Pistoia da genitori provenienti da Livorno, Augusto ed Elettra Gaetani, Leda amava ricordare che il nonno materno fosse il figlio naturale di un romanì tunisino, e attribuiva a questa discendenza parte delle sue scelte. Già nell'adolescenza Leda mostra un'evidente facilità nello scrivere, e Filippo Turati si premurerà di far pubblicare sul giornale del PSI una sua poesia, Le gomene. In giovanissima età si trasferisce con i genitori ad Alessandria d'Egitto, entrando in contatto con gli anarchici della Baracca Rossa, gruppo frequentato anche da Giuseppe Ungaretti ed Enrico Pea. Questi anni saranno rievocati, molti decenni più tardi, da Maurizio Maggiani ne Il coraggio del pettirosso.

### Ad Alessandria d'Egitto
Col tempo, Leda abbandona le idee dell'anarco-individualismo cui si era avvicinata e si lega alla corrente socialista libertaria, prendendo le distanze sia da progetti terroristici sia dalle involuzioni di stampo borghese il cui sviluppo fu, forse inconsapevolmente, alimentato dalle teorie di Max Stirner. A questo proposito va sottolineato che mentre molti anarco-individualisti si schiereranno a favore della guerra ovvero diverranno interventisti, Leda, già ritornata in Italia, fu in contrasto col Manifesto dei Sedici, firmato anche da Kropotkin, che appoggerà, nel 1915,, l'entrata dell'Italia nel primo conflitto mondiale, ribadendo ancora una volta le sue convinzioni pacifiste. Secondo la Rafanelli, infatti, le tendenze individualiste genuine all'interno dell'ideologia anarchica sono ben distanti dalle idee democratico-borghesi sulle quali poggiano pretestuosamente varie posizioni guerrafondaie.
Nel suo ultimo periodo di permanenza in Egitto, la Rafanelli si avvicina al sufismo, frangia dell'Islam, nel quale il rituale estetico della danza riveste una grande importanza. Ancor oggi sono noti e pubblicizzati, del sufismo, i dervisci danzanti. La fede islamica, nel caso specifico della Rafanelli, è vista come critica e ribellione al mondo occidentale che vuole gestire e monopolizzare potere e cultura. Tornata dall'Egitto in Italia con suo marito, l'anarchico Ugo Polli, appena sposato, pubblicherà un articolo ne La Libertà in cui raffronta i due stili di vita: quello cristiano-occidentale e quello islamico.

### In Italia alla vigilia e durante la prima guerra mondiale
Nel periodo antecedente alla prima guerra mondiale, appena tornata in Italia, Leda è molto vicina ideologicamente all'amico Pietro Gori ed è stimata da Armando Borghi per la sua linea politica libertaria.

Aiutati da Olimpio Ballerini, marito della ben conosciuta anarchica fiorentina Teresa Fabbrini, Leda e Ugo, da poco sposati, fondano la Casa Editrice Rafanelli-Polli. Il matrimonio sarà però di breve durata. Dopo la separazione dal marito e altre vicissitudini sentimentali la Rafanelli si lega a Carlo Carrà, rapporto breve ma intenso a cui è dedicato il libro di Alberto Ciampi, Leda Rafanelli, Carlo Carrà: un romanzo, arte e politica in un incontro. Successivamente ha una relazione con Giuseppe Monnanni, con cui avrà un figlio (Marsilio), e pubblica alcuni romanzi e saggi: Bozzetti sociali, Seme nuovo, Verso la Siberia, Scene della rivoluzione russa. Dopo aver fondato, su invito degli anarchici Ettore Molinari e Nella Giacomelli, la Casa editrice sociale, forse la più importante casa editrice libertaria italiana (1910), creerà, con Giuseppe Monnanni, le riviste La Rivolta (1910) e La Libertà (fra il 1913 e il 1914). In questo periodo Benito Mussolini corteggerà a lungo la Rafanelli. Le lettere dell'allora socialista di Predappio saranno raccolte in un libro da Leda stessa e dal titolo Una donna e Mussolini. L'epistolario è costituito da quaranta lettere inviate alla Rafanelli dal futuro dittatore fascista. Secondo Alessandra Pierotti, che ha studiato approfonditamente la sua figura e che ha avuto frequenti e amichevoli contatti con una dei quattro nipoti di Leda, non ci sono mai stati rapporti intimi fra i due.
Va comunque tenuto conto che nel periodo preso in considerazione (1913-1914) Mussolini era ancora, agli occhi della Rafanelli, un rispettabile socialista rivoluzionario, aveva partecipato alla Settimana rossa appoggiando l'insurrezione con comizi e articoli. Lo stesso Lenin aveva espresso parole di stima nei suoi confronti considerandolo un possibile dirigente della rivoluzione e Mussolini stesso era ancora direttore dell'Avanti! La Rafanelli da parte sua negò sempre di esser stata l'amante di Mussolini mentre quest'ultimo se ne faceva un vanto. A questo proposito va detto che il Duce non avrebbe mai potuto ammettere apertamente di aver ricevuto un rifiuto da una donna, data la fama di grande amatore creata ad arte attorno alla sua persona. Tuttavia gli storici Philip V. Cannistraro e Brian R. Sullivan, nella loro biografia su Margherita Sarfatti, sostengono che la Rafanelli ebbe effettivamente una relazione amorosa col futuro Duce, interrotta una prima volta per via di un fidanzato geloso di lei, e una seconda - e definitiva - volta, per il passaggio all'interventismo di lui.
Prima e durante la prima guerra mondiale il circolo di persone e di anarchici legati a Leda prenderà, senza indecisione alcuna, una posizione Internazionalista e pacifista di condanna al conflitto, nonostante i proseliti fatti dall'interventismo di sinistra, sia in Italia sia all'estero, all'interno dei gruppi anarchici o vicini agli anarchici stessi. Il caso più clamoroso a livello internazionale sarà quello di Kropotkin, che, anche se per breve periodo, inviterà a combattere a fianco della Triplice intesa. Lo stesso Giuseppe Ungaretti sarà un acceso fautore dell'interventismo, arruolandosi come volontario agli inizi del conflitto.

### Fra le due guerre
Con la presa al potere del fascismo nel 1922 cessano le pubblicazioni della Società Editrice Sociale e la Rafanelli è costretta al silenzio politico, riuscendo pur tuttavia a pubblicare Incantamento, del 1921, Donne e femmine, del 1922, L'oasi. Questa sua ultima creazione letteraria riveste una particolare importanza in quanto è una dura denuncia del colonialismo e verrà pubblicata sotto falso nome durante la repressione fascista della Resistenza libica organizzata dalla confraternita sufi della Senussiya. Costretta dalle ristrettezze economiche a far la chiromante, vive fra Milano e Genova, trovando la serenità per scrivere ancora Nada, La signora mia nonna, Le memorie di una chiromante, romanzi pervasi dall'atmosfera orientale della sua gioventù. Le memorie di una chiromante hanno anche uno spiccato carattere autobiografico con chiari riferimenti alla singolare attività da lei esercitata per poter sopravvivere.

### Secondo dopoguerra

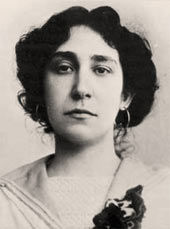
Leda Rafanelli fotografata da Federico Patellani nel suo studio, ottobre 1946

A partire dalla fine degli anni quaranta, vivrà quasi sempre a Genova, trovando i mezzi di sussistenza insegnando la lingua araba, facendo lavori artistici tramite l'utilizzo di caratteri arabi e scrivendo per Umanità Nova.
Parte del suo lavoro è stato raccolto da Aurelio Chessa, che ha strutturato una delle più importanti memorie della vicenda anarchica, ovvero il Fondo (Archivio) Famiglia Camillo Berneri, attualmente conosciuto come l'archivio della famiglia Berneri-Chessa, la cui responsabile è Fiamma Chessa, figlia di Aurelio. L'archivio, con sede a Reggio Emilia, presenta la raccolta completa di tutte le opere e gli scritti autobiografici di Leda, per cui è stato appositamente costituito un Fondo Leda Rafanelli.

## Omaggi
Nel 2016 la casa editrice Coconino Press pubblica una graphic novel sulla vita della Rafanelli dal titolo Leda, che solo amore e luce ha per confine, disegnata da Sara Colaone e scritta da Francesco Satta e Luca de Santis.

## Opere
- Una tragedia, s.d. Rafanelli-Polli

- La caserma... scuola della Nazione: Dal diario di un soldato, s.d. La demolizione

- La corona e la blouse: confronto sociale, s.d., Biblioteca della rivista di letteratura operaia "La blouse"

- Per l'idea nostra. Raccolta di articoli e bozzetti di propaganda, s.d. Rafanelli-Polli

- La bastarda del principe. Madre coronata e madre plebea 1904 Nerbini

- Alle madri italiane,1905 Nerbini.

- Un sogno d'amore: romanzo sociale, 1905 Nerbini

- Amando e combattendo. Racconto sociale, 1906 Serantoni

- Le memorie di un prete: romanzo, 1906 Nerbini

- Valida braccia: opuscolo di propaganda contro la costruzione di nuove carceri 1907 Rafanelli-Polli

- Società presente e società avvenire 1907 Libr. editrice Rafanelli-Polli

- Contro la scuola 1907 Tip. Polli

- Seme nuovo: romanzo, 1908 Società Ed. Milanese
- La castità clericale, 1910 Società Ed. Milanese
- Lavoratori, 1910 Avanti!
- La scuola borghese, 1910 Libreria editrice sociale
- Verso la Siberia: Scene della rivoluzione russa, 1910 Società Ed. Milanese
- Seme nuovo. Romanzo, 1912 Società Ed. Milanese
- Abbasso la guerra!, 1915 Società Ed. Milanese
- L'eroe della folla: romanzo, 1920 Casa Editrice sociale
- Bozzetti sociali, 1921 Casa editrice sociale
- Donne e femmine: novelle, 1922 Casa Editrice Sociale
- Come una meteora: romanzo, 1926 G. Morreale Edit. Tip.
- L'oasi: romanzo arabo, (con lo pseudonimo Étienne Gamalier), 1929 Monanni
- Vedere il mondo: avventure di due ragazzi eritrei, 1939 Antonio Vallardi
- Una donna e Mussolini: la corrispondenza amorosa, 1946 Rizzoli

- Un'anarchica femminista e rivoluzionaria eccezionale 1995 Archivio Famiglia Berneri

- Le memorie di una chiromante: romanzo, 2010 Nerosubianco

- La signora mia nonna: romanzo (inedito)
- Nada: romanzo (inedito)